# Battaglia di Boffalora
La battaglia di Boffalora (o più propriamente battaglia di Boffalora sopra Ticino) è un episodio della seconda guerra d'indipendenza italiana. Fu combattuta il 4 giugno 1859 a Boffalora sopra Ticino, fra la 2ª Armata Austriaca Imperial Regia dell’Impero Austriaco Impero austriaco e L’Armata Francese d’Italia franco-piemontesi provenienti dal Piemonte. Rappresenta una fase della più nota Battaglia di Magenta che si concluse poche ore più tardi proprio nell’abitato di Magenta, a pochi chilometri di distanza da Boffalora.

## Antefatto
Dopo lo scoppio della guerra tra il Piemonte e l'Austria, il feldmaresciallo Ferencz Gyulai attendeva che i franco-piemontesi attraversassero il fiume Ticino nell'area attorno a Piacenza, tratto in inganno da alcune mosse tattiche fatte dalle truppe di Napoleone III nell'area. Quando gli austriaci realizzano essere troppo tardi per spostare le proprie truppe e che la trappola francese aveva avuto già i suoi primi effetti a Vigevano ed Abbiategrasso, decidono di retrocedere lungo la linea tra il Naviglio Grande ed il Ticino.
Già nella notte tra il 2 ed il 3 giugno i francesi avevano iniziato a creare un nuovo punto di passaggio con un ponte di barche della lunghezza di 180 metri di fronte a Turbigo, sostenendo i primi scontri e consentendo il passaggio del II Corpo d'armata al comando del generale Mac Mahon con l’intento di spingersi verso Magenta. Napoleone III era appostato più a sud sulla direttrice Novara-Magenta, pronto ad attraversare il Ticino sul Ponte di San Martino in concomitanza dell’arrivo delle divisioni di Mac Mahon da Turbigo. Mac Mahon giunto in terra lombarda, divideva le proprie forze in due direttrici di attacco: il generale Espinasse verso Marcallo con Casone ed il generale De La Moutterouge verso Boffalora sopra Ticino dove anche gli austriaci si stavano portando per cercare di tamponare l'invasione nemica.

## La battaglia

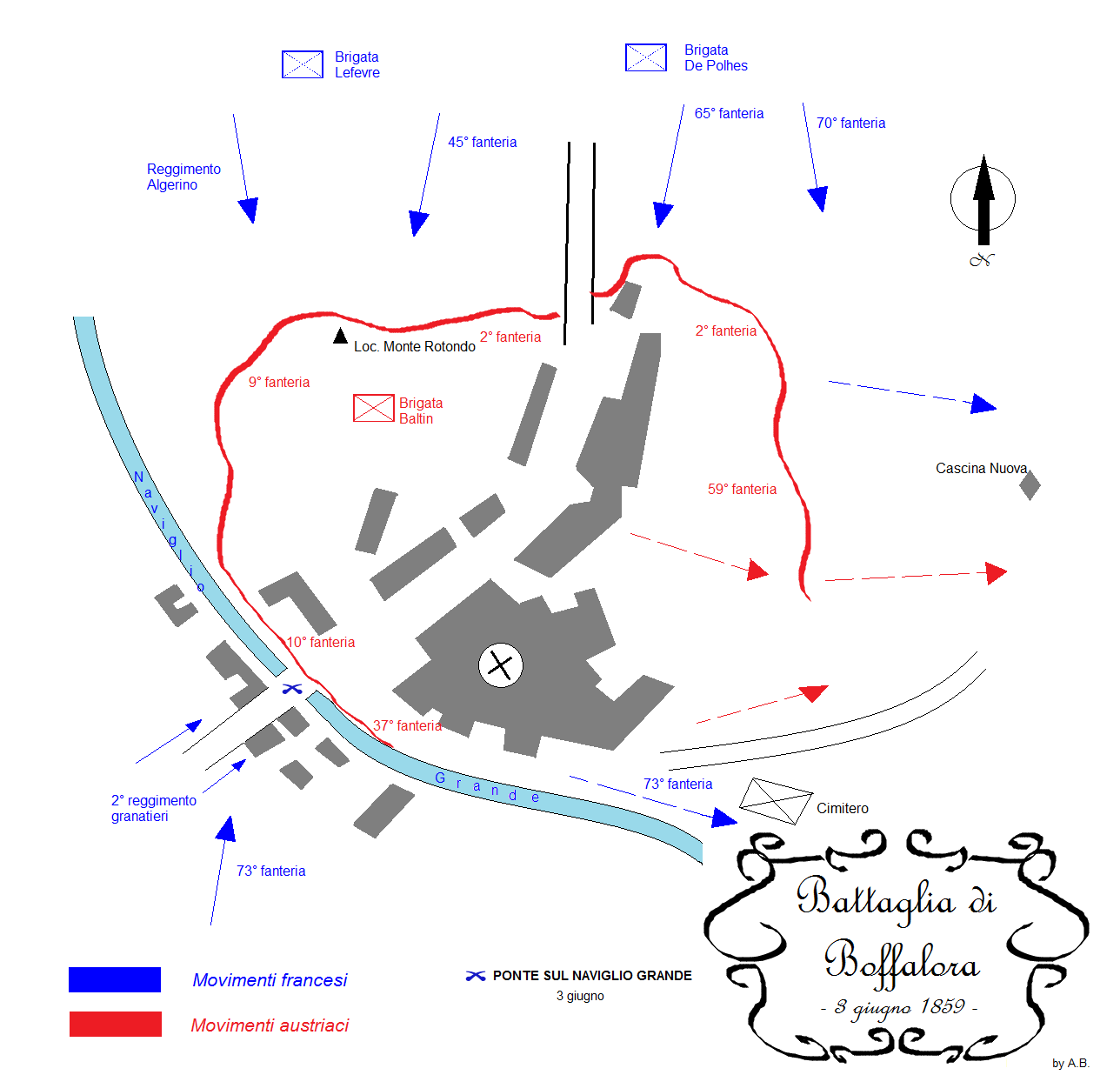
Schema della battaglia di Boffalora del 4 giugno 1859

Le operazioni militari a Boffalora sopra Ticino iniziarono il 3 giugno quando in paese si insediava stabilmente il 1º Corpo d'Armata dell'esercito imperiale comandato dal feldmaresciallo luogotenente conte Eduard Clam-Gallas. Egli aveva provveduto a minare l'antico ponte che si trovava in centro all'abitato (risalente al 1603) con l'intenzione di farlo saltare qualora i francesi avessero tentato di raggiungere il milanese attraverso il confine a Boffalora.
I francesi si erano divisi in due colonne: la prima colonna aveva l’ordine di forzare il Ticino a Turbigo per poi dirigersi il giorno dopo verso sud-est (Battaglia di Turbigo del 3 giugno). La seconda colonna al giungere della prima colonna all’altezza di Boffalora avrebbe superato il Ticino attraverso il ponte di San Martino nei pressi di Boffalora e Magenta. La prima colonna giunse nei pressi di Boffalora il primo pomeriggio del 4 giugno dove si scontrava con le forze austriache poste a difesa dell’abitato. I francesi della seconda colonna all’udire i primi colpi di artiglieria della prima colonna si spinsero a Boffalora attraverso i sentieri che conducevano dalla vallata del Ticino sino nei pressi delle cascine Bevilacqua, Venegoni e Cucchiani dove ebbero i primi scontri.

Verso le 12.00 gli austriaci avevano preventivamente fatto saltare con l’esplosivo il ponte sul Naviglio, i francesi del 2º Reggimento dei granatieri del colonnello D’Alton, supportati dai volteggiatori, giunsero in paese ma si resero conto che l'attraversamento del ponte si presentava più complesso del previsto dal momento che su di esso erano puntate una batteria di artiglieria e una batteria di razzi. I francesi riuscirono a gettare una passerella di fortuna sui resti del ponte. Il reggimento dei tiratori algerini (turcos) e il 45° di linea si precipitarono a questo punto all'assalto delle batterie d'artiglieria 

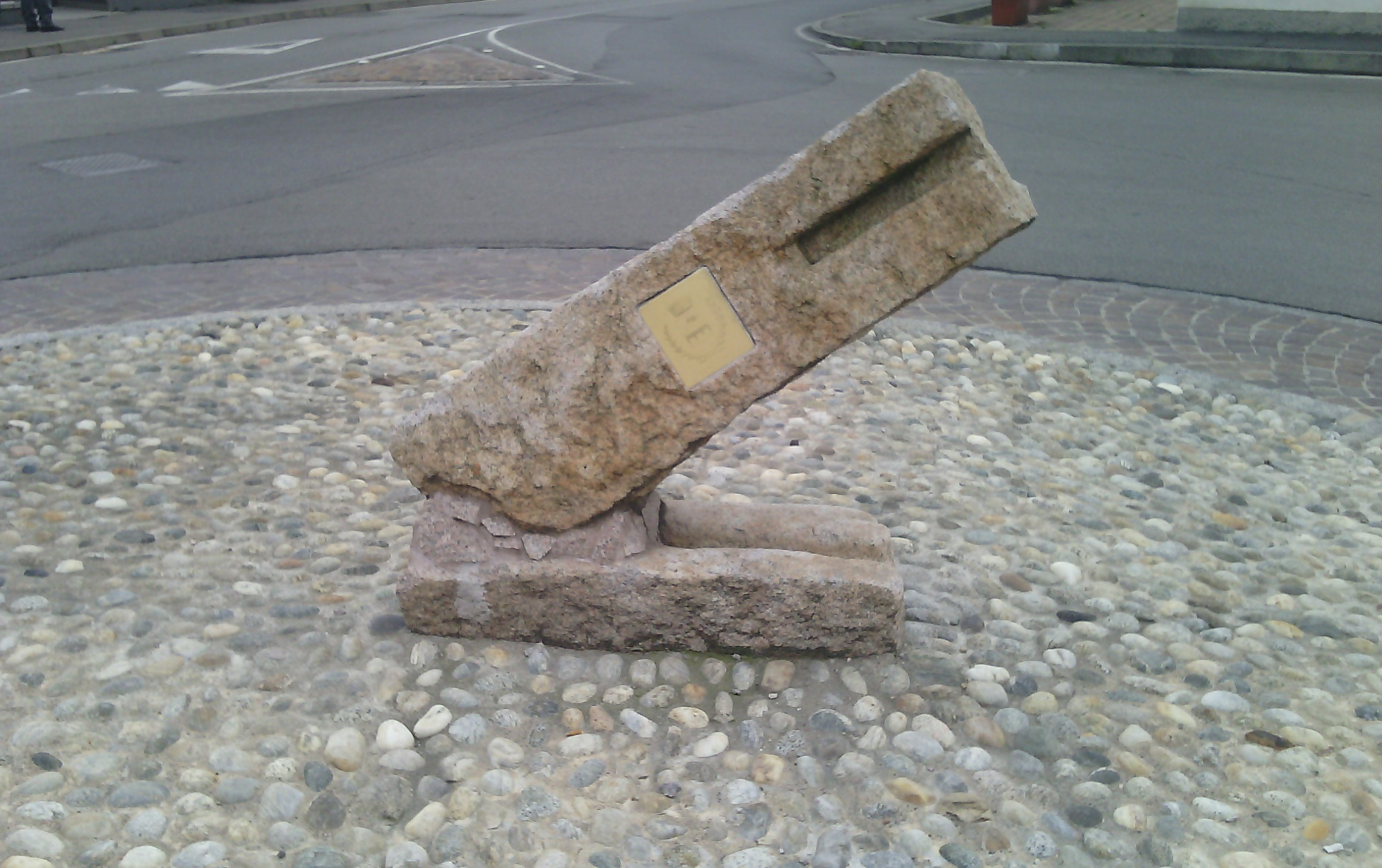
Frammento dell'antico ponte di Boffalora distrutto durante la battaglia del 1859. Oggi è stato recuperato e convertito in monumento a ricordo della battaglia.

 costringendoli alla fuga verso le 15.00..
Una cronaca dettagliata degli eventi di quel giorno ci viene fornita direttamente dal parroco di Boffalora dell'epoca, Francesco Maria Bodio, il quale seguì lo svolgersi della battaglia dal campanile della chiesa parrocchiale di Santa Maria della Neve, annotazioni ancora oggi presenti nel Chronicon parrocchiale.

## Ordini di battaglia

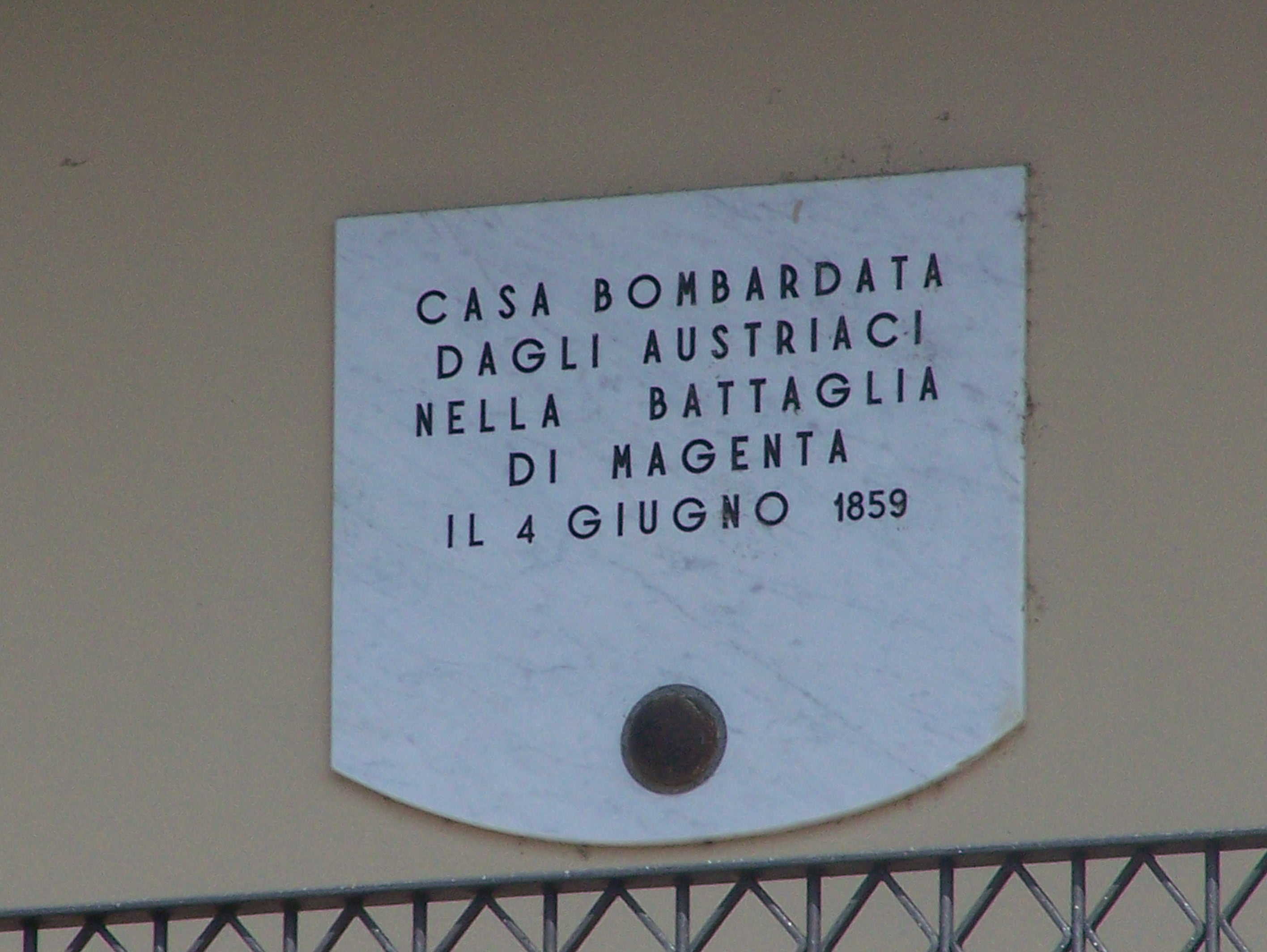
Su un'abitazione privata a Boffalora sopra Ticino ancora oggi si può leggere "CASA BOMBARDATA DAGLI AUSTRIACI NELLA BATTAGLIA DI MAGENTA - 4 GIUGNO 1859" con una palla di cannone tuttora visibile sulla facciata. Presumibilmente si tratta di una palla di cannone francese e non austriaca in quanto proveniente dal versante francese.

### Francesi
- 1ª Brigata Lefévre
  - Reggimento tiragliatori algerini Archinard
  - 45º Reggimento di linea Manuelle
- 2ª Brigata De Polhes
  - 65º Reggimento Drouhot
  - 70º Reggimento Donay
- 73º Reggimento O'Malley della 1ª Brigata Martimprey
- 2º Reggimento granatieri Colonnello Dalton della 2ª Brigata Generale de Wimpffen

### Austriaci
- Brigata De Baltin
  - 10º Battaglione cacciatori
  - 9º Reggimento Conte Hartmann su 4 battaglioni
  - 5ª Batteria a piedi del 2º Reggimento
- 37º Reggimento Arciduca Giuseppe su 4 battaglioni della Brigata Barone De Reznicek
- 59º Reggimento Arciduca Ranieri su 3 battaglioni

## Personalità di rilievo che presero parte alla Battaglia di Boffalora

### Austriaci
- Eduard Clam-Gallas, feldmaresciallo luogotenente
- Karl Anton Josef von Baltin, maggiore generale

### Francesi
- Joseph-Édouard de La Motterouge, generale di divisione
- Balthazar De Polhes, generale di brigata
- Alfred Dalton, colonnello